# گنگادهار رائو
گنگادهار رائو نوالکار (انگلیسی: Gangadhar Rao؛ (به مراتی: गंगाधर राव नेवाळकर) (۱۷۹۷ – ۲۱ نوامبر ۱۸۵۳) پنجمین راجهٔ جانسی در شمال هند و یکی از فرمانروایان وابسته به امپراتوری مراتا بود. او از جامعهٔ مراتی و متعلق به طبقهٔ برهمن‌های Karhade Bhatt بود.) بود. پدر او شیورائو بهاو بود و او از نسل راگونات هاری نوالکار به‌شمار می‌رفت، کسی که نخستین فرماندار جانسی تحت حاکمیت مراتاها بود. گنگادهار رائو همسر رانی جانسی بود که بعدها به نماد مقاومت در برابر کمپانی هند شرقی بریتانیا در جریان شورش‌های ۱۸۵۷ در هند تبدیل شد.
نیاکان مهاراجا گنگادهار رائو از یک خانوادهٔ برهمین در منطقهٔ راتناگیری در مهاراشترا بودند. برخی از آن‌ها با آغاز حکومت پیشوا به کهاندش مهاجرت کردند و در ارتش‌های پیشوا و هولکر نقش‌های مهمی را برعهده گرفتند. صبحه‌دار راگونات هاریپانت نوالکار معروف به راگونات رائو دوم، سیاست مراتاها را در منطقه بوندل‌خند تقویت کرد، اما با بالا رفتن سن، حکومت جانسی را به برادر جوان‌تر خود، راجا شیورائو بهاو، واگذار کرد. پس از مرگ راگونات رائو سوم، پسر شیورائو بهاو، در سال ۱۸۳۸، حاکمان بریتانیایی در سال ۱۸۴۳ گنگادهار رائو را به عنوان راجهٔ جانسی به رسمیت شناختند.
گنگادهار رائو مدیری توانمند بود و وضعیت مالی جانسی را که در دوران حکومت پیشین رو به وخامت گذاشته بود، بهبود بخشید. او با اجرای اصلاحات، رشد و توسعهٔ شهر جانسی را تضمین کرد و فرماندهی ارتشی با حدود ۵٬۰۰۰ نفر را در اختیار داشت. او به خردمندی، دیپلماسی و علاقه به هنر و فرهنگ شهرت داشت؛ حتی بریتانیایی‌ها نیز تحت تأثیر ویژگی‌های حکمرانی او قرار گرفته بودند. مهاراجا گنگادهار رائو ذوق علمی داشت و کتابخانه‌ای غنی از دست‌نوشته‌های سانسکریت جمع‌آوری کرد و به بهبود معماری شهر جانسی پرداخت.
او ابتدا با رامابای ازدواج کرد که اندکی پس از آن درگذشت و هرگز عنوان ملکهٔ جانسی را به‌دست نیاورد. در ۱۹ مه ۱۸۴۲، مهاراجا گنگادهار رائو با دختری جوان به نام مانیکارنیکا تامبه ازدواج کرد که پس از ازدواج به رانی جانسی شناخته شد و مستقیماً عنوان ملکه را به‌دست‌آورد. او بعداً به عنوان ملکهٔ جانسی به مقاومت علیه بریتانیا در شورش‌های ۱۸۵۷ در هند پرداخت.
در تاریخ ۲۱ نوامبر ۱۸۵۳، گنگادهار رائو درگذشت. او پیش از مرگ، پسری به نام دامودار رائو داشت که در کودکی درگذشت. او همچنین پسری به نام آناند رائو را به فرزندی پذیرفت که بعدها نامش به دامودار رائو تغییر یافت. این فرزندخواندگی در حضور افسر سیاسی بریتانیا انجام شد و گنگادهار رائو در نامه‌ای از بریتانیایی‌ها درخواست کرد که با مهربانی با دامودار رائو رفتار کنند و حکومت جانسی را برای مدت زندگی بیوه‌اش به او واگذار کنند. اما پس از مرگ گنگادهار رائو، به دلیل آنکه دامودار رائو به‌عنوان فرزندخوانده محسوب می‌شد، کمپانی هند شرقی بریتانیا تحت فرمان لرد دالهاوزی و با استناد به اصل لغو (Doctrine of Lapse)، ادعای دامودار رائو بر تخت را رد کرده و ایالت جانسی را ضمیمه قلمروهای خود کرد.